# Mathilde von Baden
Mathilde von Baden († 18. April 1485) war laut der Klosterchronik von 1467 bis 1470, nach anderen Quellen von 1478 bis 1482, Äbtissin des Klarissenklosters St. Maria Magdalena in Trier. In diesem observanten Konvent, welcher 1453 in einem bis auf eine verbleibende Schwester leeren Magdalenerinnenkloster eingerichtet worden war, legte sie 1459 ihr Ordensgelübde ab. Sie war eine Tochter des Markgrafen Jakob I. von Baden und von Katharina von Lothringen und damit Schwester des Trierer Erzbischofs Johann II. von Baden.